# Baszty w Gdańsku
Baszty w Gdańsku – baszty wznoszone w umocnieniach Gdańska, od XIV do XV wieku. Jedenaście z nich zachowało się do dzisiejszych czasów, a cztery w formie reliktów.

## Baszty zachowane
| Zdjęcie | Nazwa                  | Położenie          | Wzniesiono | Uwagi         |
| ------- | ---------------------- | ------------------ | ---------- | ------------- |
|         | Baszta Biała           | Stare Przedmieście | 1461       |               |
|         | Baszta Bramy Szerokiej | Główne Miasto      | ?          |               |
|         | Baszta Browarna        | Główne Miasto      | XIV w.     | rekonstrukcja |
|         | Baszta Jacek           | Główne Miasto      | XIV/XV w.  |               |
|         | Baszta Kotwiczników    | Główne Miasto      | XV w.      |               |
|         | Baszta Łabędź          | Główne Miasto      | XV w.      |               |
|         | Baszta Narożna         | Główne Miasto      | XIV w.     |               |
|         | Baszta na Podmurzu     | Główne Miasto      | XIV/XV w.  |               |
|         | Baszta Schultza        | Główne Miasto      | XIV w.     | rekonstrukcja |
|         | Baszta Słomiana        | Główne Miasto      | XIV/XV w.  |               |
|         | Stągwie Mleczne        | Wyspa Spichrzów    | XV w.      |               |

## Baszty częściowo zachowane
| Zdjęcie | Nazwa             | Położenie          | Wzniesiono | Uwagi                                                     |
| ------- | ----------------- | ------------------ | ---------- | --------------------------------------------------------- |
|         | Baszta Latarniana | Główne Miasto      | XIV w.     | ruiny                                                     |
|         | Baszta Kurkowa    | Główne Miasto      | XIV w.     | rozebrana w 1902, relikty przy Dworze Bractwa św. Jerzego |
|         | Baszta Studzienna | Główne Miasto      | XIV w.     | rozebrana w 1902, relikty obok Baszty Słomianej           |
|         | Baszta pod Zrębem | Stare Przedmieście | 1487       | ruiny                                                     |

## Baszty niezachowane

### Nazwane
| Nazwa                     | Położenie          | Wzniesiono | Zburzono   | Uwagi                                      |
| ------------------------- | ------------------ | ---------- | ---------- | ------------------------------------------ |
| Baszta św. Bartłomieja    | Stare Miasto       | XV w.      | 1628       |                                            |
| Baszta pod Ciemną Gwiazdą | Osiek              | XV w.      | 1626, 1895 | od XVII w. wewnątrz Bastionu św. Jakuba    |
| Baszta Dominikańska       | Główne Miasto      | XV w.      | 1897       |                                            |
| Baszta św. Jakuba         | Stare Miasto       | XV w.      | 1628       |                                            |
| Baszta Kandelera          | Stare Miasto       | 1483       | XVI w.     |                                            |
| Baszta Katowska           | Główne Miasto      | XIV w.     | ?          |                                            |
| Baszta Klasztorna         | Główne Miasto      | 1389       | 1848       |                                            |
| Baszta Kocia              | Stare Przedmieście | XV w.      | ?          | zastąpiona przez Bastion Kot               |
| Baszta Łazienna           | Główne Miasto      | XIV w.     | XVII w.    | w miejscu Wielkiej Zbrojowni               |
| Baszta Mała               | Główne Miasto      | XV w.      | 1886       | na obszarze Dworu Miejskiego               |
| Baszta Nowa               | Stare Przedmieście | XV w.      | 1897       | od XVII w. wewnątrz Bastionu Wiebego       |
| Baszta Podkołodziejska    | Główne Miasto      | XIV w.     | 1636       |                                            |
| Baszta Pośrednia          | Stare Miasto       | XV w.      | XVI w.     |                                            |
| Baszta Półksiężyc         | Główne Miasto      | XV w.      | XVI w.     |                                            |
| Baszta Prochowa           | Zamczysko          | XIV w.     | ?          | element podzamcza zamku krzyżackiego       |
| Baszta Raduńska           | Stare Miasto       | XVI w.     | 1895       | od XVII w. wewnątrzu Bastionu św. Elżbiety |
| Baszta nad Rowem          | Stare Miasto       | XV w.      | ?          |                                            |
| Baszta na Zamurzu         | Główne Miasto      | XIV w.     | ?          |                                            |

### Nienazwane
Oprócz wyżej wymienionych baszt, istniały jeszcze baszty nienazwane lub których nazwa nie jest znana:
- przy Targu Drzewnym
- przy ul. Za Murami
- przy ul. Służebnej
- przy ul. Podgarbary